# ブルー・チアー
ブルー・チアー（Blue Cheer）は、アメリカ合衆国出身のスリーピース・ロックバンド。
1960年代から活動し、後世に派生していくヘヴィロック・サウンドのルーツを持つバンドの一つとして知られる。

## 概要・略歴

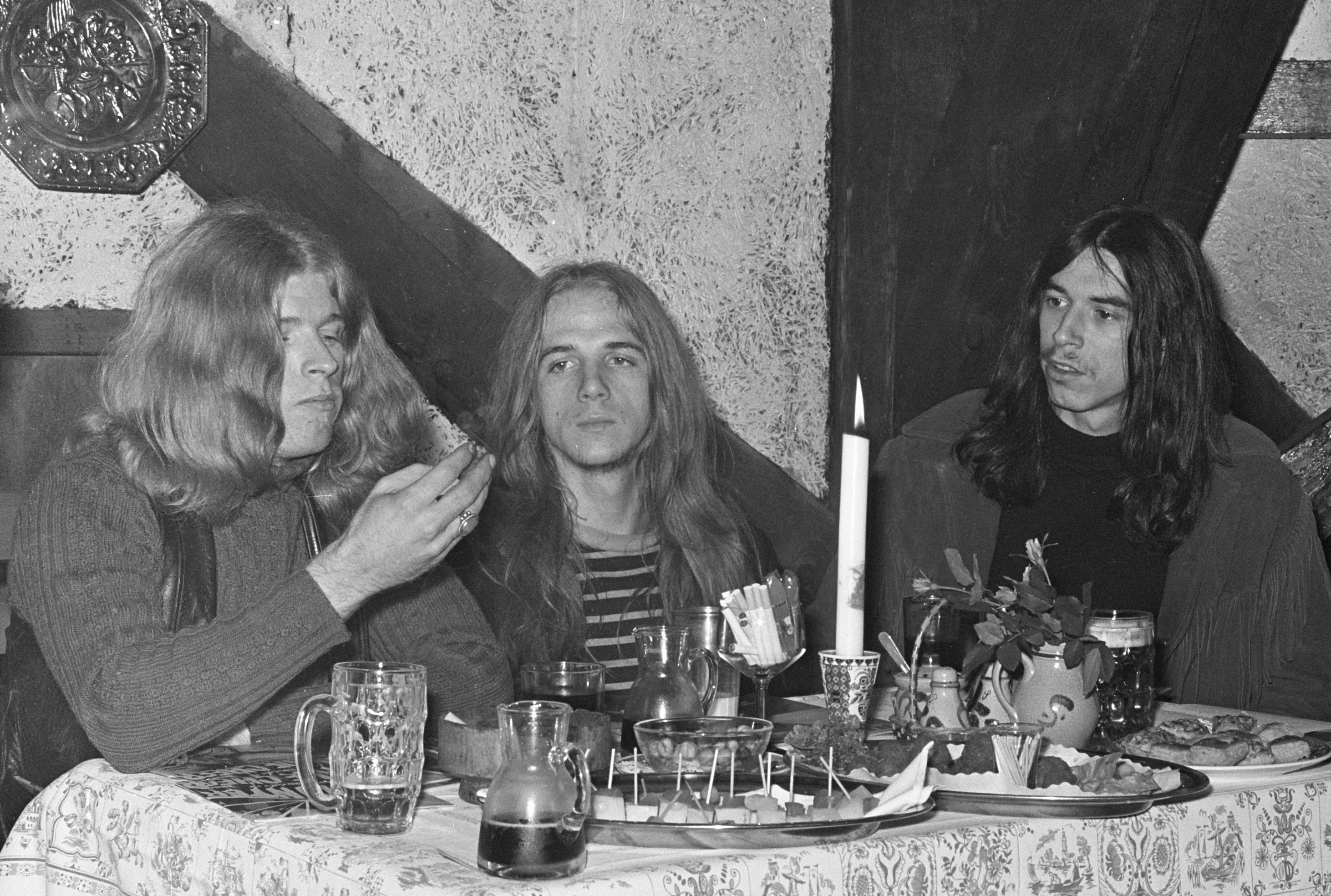
1968年デビュー当時のグループショット

サンフランシスコを拠点に活動し、1968年にデビュー。サイケデリック・ロック色の濃いハード・ロック、ブルース・ロックで知られ、主に1960年代後半から70年代初頭にかけて活躍した。
オリジナルメンバー ディッキー・ピーターソン(Vo/B)以外の流動的なラインナップで、デビューから1971年までの4年間に6枚のアルバムを発表。以降は散発的な集合離散を繰り返す。
13年ぶりの7thアルバム『The Beast Is Back』(1984年)、16年ぶりの10thアルバム『What Doesn't Kill You』(2007年)をリリースするなど創作活動も継続していたが、ディッキー・ピーターソンが2009年に肝臓癌で他界し、バンドの活動は終了した。1999年に初来日公演を開催。

## 音楽性
もっともよく知られる楽曲は、エディ・コクランの曲をカバーした1968年の「サマータイム・ブルース」である。強烈かつ重厚なディストーションを効かせたそのギター・サウンドは、しばしばいわゆるヘヴィメタルの始祖の一つに数えられる。
黎明期のロックならではの荒削りでパワフルな轟音サウンドは、他にもパンク・ロックやグランジなど様々なジャンルに影響を与えた。同じ西海岸のサイケデリック・シーンを代表するドアーズのジム・モリソンは、ブルー・チアーを評して「これまで目にしたもっともパワフルな、比類なきバンド」と語っている。

## バンド名の由来
なおバンド名の「ブルー・チアー」とはある種のLSDを意味している。当時、グレイトフル・デッドのかつてのパトロンであり、LSD製造で知られるアウズリー・スタンリー（Owsley Stanley）は極めて高純度のLSDを開発した。今日「アウズリー」または「アウズリー・アシッド」の通り名で呼ばれるこの種の超高純度のLSDこそ、当時ストリートで "Blue Cheer"（青い歓喜…あるいは、プロクター・アンド・ギャンブルの合成洗剤「チアー」とよく似た、やや青みがかった顆粒）と呼ばれ出回っていたものに他ならない。

## メンバー

### 最終ラインナップ

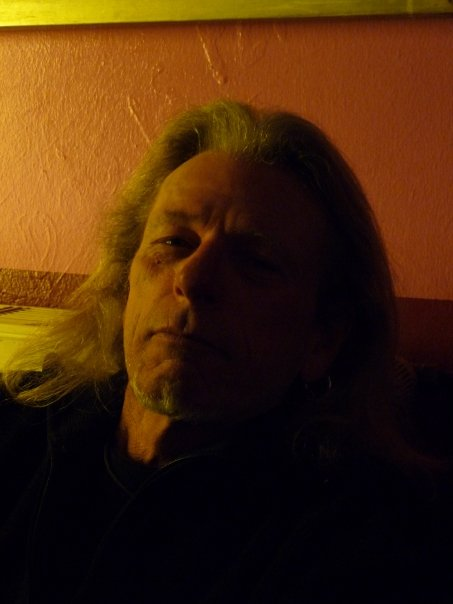
晩年のディッキー・ピーターソン(Vo/B) 2008年

- ディッキー・ピーターソン (Dickie Peterson) - ボーカル、ベース (1967年-2009年) ※2009年死去
- ダック・マクドナルド (Andrew "Duck" MacDonald) - ギター (1988年-1990年、1999年-2009年)
- ポール・ウィアリー (Paul Whaley) - ドラムス (1967年-1969年、1984年-1985年、1990年-1993年、1999年-2009年)

### 旧メンバー
- リー・ステファンズ (Leigh Stephens) - ギター (1967年-1968年、2005年)
- エリック・アルブロンダ (Eric Albronda) - ドラムス (1967年)
- ジェル・ピーターソン (Jerre Peterson) - ギター (1967年、1974年-1975年)
- ベール・ハマナカ (V・ベール) (Vale Hamanaka) - キーボード (1967年)
- ジェレ・ホワイティング (Jere Whiting) - ボーカル (1967年)
- ランディー・ホールデン (Randy Holden) - ギター (1968年-1969年)
- ミッチ・ミッチェル (Mitch Mitchell) - ドラムス (1969年) ※2008年死去
- トム・ワイザー (Tom Weisser) - ギター (1969年)
- ブルース・ステファンズ (Bruce Stephens) - ギター (1969年) ※2012年死去
- ラルフ・バーンズ＝ケロッグ (イーサン・ジェームス) (Ralph Burns Kellogg) - キーボード (1969年-1972年) ※2003年死去
- ノーマン・メイヤー (Norman Mayell) - ドラムス (1969年-1972年)
- ゲイリー・リー・ユッダー (Gary Lee Yoder) - ギター (1969年-1972年)
- ルベン・ディフエンテス (Ruben de Fuentes) - ギター (1974年-1975年、1987年-1988年)
- テリー・レイ (Terry Rae) - ドラムス (1974年-1975年)
- ニック・セント・ニコラス (Nick St. Nicholas) - ベース、ボーカル (1975年)
- トニー・レーニエ (Tony Rainier) - ギター (1978年-1979年、1984年-1987年)
- マイク・フレック (Mike Fleck) - ドラムス (1978年-1979年)
- ブレント・ハークネット (Brent Harknett) - ドラムス (1985年-1987年)
- ビリー・カーマッシ (Billy Carmassi) - ドラムス (1987年)
- エリック・デイビス (Eric Davis) - ドラムス (1987年-1988年)
- デイビット・サル (David Salce) - ドラムス (1988年-1990年)
- ダイエッター・サラー (Dieter Saller) - ギター (1990年-1994年)
- ゲイリー・ホーランド (Gary Holland) - ドラムス (1993年-1994年)
- プレーリー・プリンス (Prairie Prince) - ドラムス (2005年)
- ジョー・ハッセルバンダー (Joe Hasselvander) - ドラムス (2004年-2005年、2009年)

## ディスコグラフィ

### スタジオ・アルバム
- 『ファースト・アルバム』 - Vincebus Eruptum (1968年) ※旧邦題『サマータイム・ブルース/ブルー・チアー・ファースト・アルバム』
- 『アウトサイド・インサイド』 - Outsideinside (1968年) ※旧邦題『ジャスト・ア・リトル・ビット/ブルー・チアー・セカンド・アルバム』
- 『ニュー!インプルーヴド!』 - New! Improved! (1969年)
- 『ブルー・チアー』 - Blue Cheer (1969年)
- 『ジ・オリジナル・ヒューマン・ビーイング』 - The Original Human Being (1970年)
- 『オー!プレザント・ホープ』 - Oh! Pleasant Hope (1971年)
- The Beast Is Back (1984年)
- 『ハイライツ・アンド・ローライヴス』 - Highlights and Lowlives (1990年)
- Dining with the Sharks (1991年)
- What Doesn't Kill You (2007年)

### ライブ・アルバム
- Blitzkrieg Over Nüremberg (1989年、Thunderbolt/Nibelung Records)
- 『ライヴ&アンリリースド』 - Live & Unreleased, Vol. 1: '68/'74 (1996年、Captain Trip Records)
- 『ライヴ・アット・サンホセ・シヴィック・センター 1968+モア』 - Live & Unreleased, Vol. 2: Live at San Jose Civic Centre, 1968 & More (1998年、Captain Trip Records)
- 『ハロー東京バイバイ大阪(ライヴ・イン・ジャパン1999)』 - Hello Tokyo, Bye Bye Osaka – Live in Japan 1999 (1999年)
- Rocks Europe (2009年、Rainman/Captain Trip Records) ※CD&DVD
- Live at Anti Waa Festival 1989 (2014年、Nibelung Records) ※CD&DVD
- Party Hard at the Underground Cologne (2017年、Nibelung Records) ※オンライン限定

### その他のリリース
- Motive (1982年、Philips)
- Louder Than God: The Best Of Blue Cheer (1986年、Rhino Records)
- 『サマータイム・ブルース - ブルー・チアー・ベスト』 - The History Of Blue Cheer – Good Times Are So Hard To Find (1988年、Mercury)[5]
- Summertime Blues (1990年、PolyGram Special Products)
- Vincebus Eruptum + Outsideinside (2003年、Track Record)
- Records Of Yesteryear (2005年、Mercury) ※オンライン限定
- Blue Cheer Rollin' Dem Bones (2008年、Rainman) ※EP
- 7 (2012年、ShroomAngel Records)
- The '67 Demos (2018年、BeatRocket) ※デモ音源集

### シングル
- 「サマータイム・ブルース」 - "Summertime Blues" b/w "Out of Focus" (1968年)
- 「ジャスト・ア・リトル・ビット」 - "Just a Little Bit" b/w "Gypsy Ball" (1968年)
- "Feathers from Your Tree" b/w "Sun Cycle" (1968年)
- "The Hunter" b/w "Come and Get It" (1969年)
- "West Coast Child of Sunshine" b/w "When It All Gets Old" (1969年)
- "All Night Long" b/w "Fortunes" (1969年)
- "Hello L.A., Bye-Bye Birmingham" b/w "Natural Man" (1970年)
- "Fool" b/w "Ain't That the Way" (1970年)
- "Pilot" b/w "Babaji (Twilight Raga)" (1970年)